# WTA Elite Trophy 2019 – ženská dvouhra
Ženská dvouhra WTA Elite Trophy 2019  probíhala ve druhé polovině října 2019 a poprvé předcházela Turnaji mistryň. Do singlové soutěže čuchajského tenisového turnaje nastoupilo dvanáct hráček, které obdržely pozvání od organizátorů po splnění kvalifikačních kritérií. Obhájkyní titulu byla australská světová jednička Ashleigh Bartyová, která do soutěže nezasáhla pro účast na Turnaji mistryň v navazujícím týdnu.
Z turnaje se odhlásily Američanka Serena Williamsová, Britka Johanna Kontaová pro poranění kolena, Němka Angelique Kerberová pro zraněnou dolní končetinu, Češka Markéta Vondroušová pro poraněné zápěstí, Američanky Amanda Anisimovová se Sloane Stephensovou a Estonka Anett Kontaveitová. Divokou kartu organizátoři udělili čínské dvojce, 25leté Čeng Saj-saj. Nejmladší hráčkou se stala 19letá Dajana Jastremská, naopak jako nejstarší do dvouhry zasáhla 29letá Alison Riskeová. Na turnaji debutovaly Sofia Keninová, Petra Martićová, Maria Sakkariová, Alison Riskeová, Donna Vekićová, Dajana Jastremská a Karolína Muchová. Vyšší počet tří hráček měly Spojené státy a dvě tenistky pocházely z Chorvatska.
V závěrečném utkání o 1. místo v Orchideové skupině potřebovala Čeng Saj-saj uhrát k postupu do semifinále na Petru Martićovou alespoň sedm gemů a právě tolik jich při dvousetové prohře získala. Martićová přitom nevyužila dva brejkboly za vedení 6–4, 4–2 a 40:15, s možností doservírování v následném gamu. Vítězka Kaméliové skupiny Karolína Muchová porazila Alison Riskeovou a Sofii Keninovou v rozmezí jednoho dne. V obou třísetových utkáních na dvorci strávila více než dvě hodiny. Ve druhé polovině duelu s Keninovou se u ní projevily známky vyčerpání. Neabsolvovala tak ani pozápasový rozhovor. V semifinále Muchová podlehla světové čtrnáctce Aryně Sabalenkové, když nezvládla koncovky obou sad. Ve druhé z nich neproměnila setbol a následně ji dvakrát nedokázala ukončit na podání.
Vítězkou se stala čtvrtá nasazená, 21letá Běloruska Aryna Sabalenková, jež ve finále zdolala 27letou nizozemskou turnajovou jedničku Kiki Bertensovou po dvousetovém průběhu 6–4 a 6–2. Pasivní poměr vzájemných utkání snížila na 2–4. V probíhající sezóně si po triumfech v Šen-čenu a Wu-chanu připsala třetí turnajové vítězství, které představovalo pátý singlový titul na okruhu WTA Tour. V celé sezóně Sabalenková dosáhla zápasové bilance 40–22, z toho v Číně 17–2.

## Nasazení hráček
1. Kiki Bertensová (finále, 440 bodů, 361 000 USD)
2. Sofia Keninová (základní skupina, 160 bodů, 128 500 USD)
3. Madison Keysová (základní skupina, 160 bodů, 96 500 USD)
4. Aryna Sabalenková (vítězka, 700 bodů, 721 000 USD)
5. Petra Martićová (základní skupina, 160 bodů, 118 500 USD)
6. Elise Mertensová (základní skupina, 160 bodů, 128 500 USD)
7. Alison Riskeová (základní skupina, 80 bodů, 46 500 USD)
8. Donna Vekićová (základní skupina, 80 bodů, 46 500 USD)
9. Maria Sakkariová (základní skupina, 80 bodů, 46 500 USD)
10. Dajana Jastremská (základní skupina, 160 bodů, 128 500 USD)
11. Karolína Muchová (semifinále, 240 bodů, 221 009 USD)
12. Čeng Saj-saj (semifinále, 80 bodů, 181 009 USD)

## Náhradnice
1. Anastasija Sevastovová (nenastoupila)
2. Anastasija Pavljučenkovová (nenastoupila)

## Soutěž
| Legenda                                                       |                                                                        |                                                   |
| - Q – kvalifikant - WC – divoká karta - LL – šťastný poražený | - Alt – náhradník - SE – zvláštní výjimka - PR/SR – žebříčková ochrana | - w/o – bez boje - r – skreč - d – diskvalifikace |

### Finálová fáze
|  | Semifinále | Semifinále        | Semifinále        | Semifinále | Semifinále |                  |   | Finále          | Finále | Finále | Finále | Finále |
|  |            |                   |                   |            |            |                  |   |                 |        |        |        |        |
|  | 1          | Kiki Bertensová   | 2                 | 6          | 6          |                  |   |                 |        |        |        |        |
|  | 12/WC      | Čeng Saj-saj      | 6                 | 3          | 4          |                  |   |                 |        |        |        |        |
|  | 12/WC      | Čeng Saj-saj      | 6                 | 3          | 4          |                  | 1 | Kiki Bertensová | 4      | 2      |        |        |
|  |            |                   |                   |            |            |                  | 1 | Kiki Bertensová | 4      | 2      |        |        |
|  |            | 4                 | Aryna Sabalenková | 6          | 6          |                  |   |                 |        |        |        |        |
|  | 11         | 4                 | Aryna Sabalenková | 6          | 6          | Karolína Muchová | 5 | 64              |        |        |        |        |
|  | 11         |                   |                   |            |            | Karolína Muchová | 5 | 64              |        |        |        |        |
|  | 4          | Aryna Sabalenková | 7                 | 7          |            |                  |   |                 |        |        |        |        |

### Azalková skupina
|    |                   | Bertensová    | Vekićová      | Jastremská    | Zápasy | Sety        | Hry          | Pořadí |
| 1  | Kiki Bertensová   |               | 7–6(7–5), 6–2 | 6–4, 6–3      | 2–0    | 4–0 (100 %) | 25–15 (63 %) | 1.     |
| 8  | Donna Vekićová    | 6–7(5–7), 2–6 |               | 6–7(6–8), 2–6 | 0–2    | 0–4 (0 %)   | 16–26 (38 %) | 3.     |
| 10 | Dajana Jastremská | 4–6, 3–6      | 7–6(8–6), 6–2 |               | 1–1    | 2–2 (50 %)  | 20–20 (50 %) | 2.     |

### Kaméliová skupina
|    |                  | Keninová      | Riskeová      | Muchová       | Zápasy | Sety       | Hry          | Pořadí |
| 2  | Sofia Keninová   |               | 6–4, 6–4      | 4–6, 6–4, 3–6 | 1–1    | 3–2 (60 %) | 25–24 (51 %) | 2.     |
| 7  | Alison Riskeová  | 4–6, 4–6      |               | 6–2, 2–6, 5–7 | 0–2    | 1–4 (20 %) | 21–27 (44 %) | 3.     |
| 11 | Karolína Muchová | 6–4, 4–6, 6–3 | 2–6, 6–2, 7–5 |               | 2–0    | 4–2 (67 %) | 31–26 (54 %) | 1.     |

### Orchideová skupina
|       |                 | Keysová  | Martićová | Čeng     | Zápasy | Sety       | Hry          | Pořadí |
| 3     | Madison Keysová |          | 6–3, 6–4  | 4–6, 2–6 | 1–1    | 2–2 (50 %) | 18–19 (49 %) | 3.     |
| 5     | Petra Martićová | 3–6, 4–6 |           | 6–4, 6–3 | 1–1    | 2–2 (50 %) | 19–19 (50 %) | 2.     |
| 12/WC | Čeng Saj-saj    | 6–4, 6–2 | 4–6, 3–6  |          | 1–1    | 2–2 (50 %) | 19–18 (51 %) | 1.     |

### Růžová skupina
|   |                   | Sabalenková   | Mertensová    | Sakkariová    | Zápasy | Sety       | Hry          | Pořadí |
| 4 | Aryna Sabalenková |               | 6–4, 3–6, 7–5 | 6–3, 6–4      | 2–0    | 4–1 (80 %) | 28–22 (56 %) | 1.     |
| 6 | Elise Mertensová  | 4–6, 6–3, 5–7 |               | 6–2, 3–6, 6–1 | 1–1    | 3–3 (50 %) | 30–25 (55 %) | 2.     |
| 9 | Maria Sakkariová  | 3–6, 4–6      | 2–6, 6–3, 1–6 |               | 0–2    | 1–4 (20 %) | 16–27 (37 %) | 3.     |